# IC 673
IC 673 је спирална галаксија у сазвјежђу Лав која се налази на листи објеката дубоког неба у Индекс каталогу.
Деклинација објекта је - 0° 5' 52" а ректасцензија 11h 9m 25,2s. Привидна величина (магнитуда) објекта IC 673 износи 13,5 а фотографска магнитуда 14,3. IC 673 је још познат и под ознакама UGC 6200, MCG 0-29-3, CGCG 11-9, IRAS 11068+0010, PGC 33817.